# Peter Žonta
Peter Žonta (Ljubljana, 9 januari 1979) is  een Sloveense voormalige schansspringer. Hij vertegenwoordigde zijn vaderland op de Olympische Winterspelen 1998 in Nagano en op de Olympische Winterspelen 2002 in Salt Lake City.

## Carrière
Žonta maakte zijn wereldbekerdebuut in december 1995 in Villach. Een maand later scoorde hij in Bischofshofen zijn eerste wereldbekerpunten. In januari 1999 behaalde de Sloveen in Zakopane zijn eerste toptienklassering in een wereldbekerwedstrijd. Op 4 januari 2004 boekte Žonta in Innsbruck, tijdens het Vierschansentoernooi 2004, zijn eerste en enige wereldbekerzege. In de eindstand van die editie van het Vierschansentoernooi eindigde hij op de derde plaats.
Žonta nam in zijn carrière vier keer deel aan de wereldkampioenschappen schansspringen. Zijn beste individuele resultaat hierbij was een vijftiende plaats op de grote schans tijdens de wereldkampioenschappen schansspringen 2003 in Val di Fiemme. Met het Sloveense team eindigde hij vier keer in de top tien met als beste resultaat een vijfde plaats op de wereldkampioenschappen schansspringen 1999 in Ramsau. Op de wereldkampioenschappen skivliegen 1998 in Oberstdorf eindigde de Sloveen op de 32e plaats, zes jaar later werd hij in Planica 46e.
Tijdens de Olympische Winterspelen van 1998 in Nagano eindigde Žonta als 28e op de grote schans en als 39e op de normale schans. Vier jaar later eindigde hij in Salt Lake City als dertiende op zowel de normale als de grote schans. Samen met Damjan Fras, Primož Peterka en Robert Kranjec veroverde hij de bronzen medaille in de landenwedstrijd.

## Resultaten

### Olympische Winterspelen
| Jaar | Plaats         | Resultaten                     |
| ---- | -------------- | ------------------------------ |
| 1998 | Nagano         | 39e K90 28e K120               |
| 2002 | Salt Lake City | 13e K90 · 13e K120 · Team K120 |

### Wereldkampioenschappen
| Jaar | Plaats        | Resultaten                         |
| ---- | ------------- | ---------------------------------- |
| 1997 | Trondheim     | 37e K90 44e K120 6e Team K120      |
| 1999 | Ramsau        | 19e K90 15e K120 5e Team K120      |
| 2003 | Val di Fiemme | 29e K120 6e Team K120              |
| 2007 | Sapporo       | 30e HS100 39e HS134 10e Team HS134 |

### Wereldkampioenschappen skivliegen
| Jaar | Plaats     | Resultaten |
| ---- | ---------- | ---------- |
| 1998 | Oberstdorf | 32e K180   |
| 2004 | Planica    | 46e K185   |

### Wereldbeker
Eindklasseringen
| Seizoen   | Algm | SV  | 4S    | NT  |
| --------- | ---- | --- | ----- | --- |
| 1995/1996 | 69e  | –   | –     | –   |
| 1996/1997 | 60e  | –   | 78e   | –   |
| 1997/1998 | 63e  | 51e | 43e   | –   |
| 1998/1999 | 25e  | –   | 31e   | –   |
| 1999/2000 | 24e  | –   | 16e   | –   |
| 2000/2001 | 39e  | –   | 23e   | –   |
| 2001/2002 | 14e  | –   | 11e   | 13e |
| 2002/2003 | 19e  | –   | 21e   | 32e |
| 2003/2004 | 10e  | –   | Brons | 15e |
| 2004/2005 | 43e  | –   | 47e   | –   |
| 2006/2007 | 77e  | –   | –     | –   |

Wereldbekerzeges
| Datum          | Plaats    | Schans |
| -------------- | --------- | ------ |
| 4 januari 2004 | Innsbruck | K120   |